# Agneta Eichenholz
Agneta Eichenholz (geboren 1971 in Malmö) ist eine schwedische Opernsängerin im Fach Koloratursopran.

## Leben und Werk
Agnete Eichenholz war in ihrer Jugend eher an Popmusik interessiert, doch dann hörte sie Barbara Bonney Musik von Mozart singen und begann, ohne Noten, Text und Musik auswendig zu lernen und nachzusingen. Sie entschloss sich zu einem Gesangsstudium an der Musikakademie ihrer Heimatstadt und der Operahögskolan i Stockholm. Lange sang sie primär in Skandinavien, etwa in Kopenhagen, Stockholm und Uppsala, inzwischen aber auch am Teatro Liceu von Barcelona, an der Komischen Oper und der Deutschen Oper von Berlin, in Düsseldorf und Frankfurt am Main.
Eichenholz interpretierte 2009 in London am Royal Opera House Covent Garden die Titelpartie der Lulu von Alban Berg unter der musikalischen Leitung von Antonio Pappano. Es inszenierte Christof Loy. Diese Produktion wurde für den Grammy nominiert und zwei Jahre später auch Teatro Real von Madrid gezeigt. Die Leistung der Sängerin wurde vielfach als „sensationelles Covent Garden Debüt“ beschrieben. Die Lulu, inzwischen ihre Paraderolle, spielte und sang sie auch in zwei weiteren Inszenierungen: Im Mai 2017 kreierte sie die Rolle in der Regie von William Kentridge und Luc de Wit am Teatro dell’Opera di Roma, im Dezember desselben Jahres in einer älteren Inszenierung von Willy Decker an der Wiener Staatsoper. In Rom dirigierte Alejo Pérez, in Wien Ingo Metzmacher. In Wien wurde das Werk in der dreiaktigen Fassung, erstellt von Friedrich Cerha, gegeben.
Die zwei Schwerpunkte des weit gefächerten Repertoires der Sängerin sind einerseits Barock und Mozart, andererseits die Musik 20. Jahrhunderts und der Gegenwart. In Basel und Berlin übernahm sie 2012 und 2017 die Sopranpartien zweier Uraufführungen des Basler Komponisten Andrea Lorenzo Scartazzini. 2015 debütierte sie im Theater an der Wien in Benjamin Brittens Peter Grimes, 2016 als Daphne an der Hamburgischen Staatsoper. Während ihrer gesamt Laufbahn waren Mozart-Rollen die zentrale Achse ihres Faches, sie sang Konstanze und Fiordiligi, Lucio Cinna und Elettra. In Vorbereitung sind die Vitellia in La clemenza di Tito, die sie im Mai 2018 an der Vlaamse Opera in Gent und Antwerpen verkörpern wird, und die Gräfin in Le nozze di Figaro.
Agneta Eichenholz ist auch als Konzertsolistin zu hören. Zu ihrem Konzertrepertoire zählen die Arthur-Rimbaud-Vertonungen Les Illuminations von Benjamin Britten, Bergs Sieben frühe Lieder und seine Lulu-Suite, Mahlers Vierte und Richard Strauss’ Vier letzte Lieder, weiters Werke von Joseph Canteloube, Francis Poulenc und Jean Sibelius. Außerdem war sie in großen Chor-Orchesterwerken von Händel, Mozart, Fauré und Orff zu hören.
Sie hat unter anderem mit den Dirigenten Ivor Bolton, Laurence Cummings, Peter Dijkstra, Peter Eötvös, Eliahu Inbal, Kristjan Järvi, Nicholas McGegan, Ingo Metzmacher, Günter Neuhold, Henrik Schaefer und Anu Tali zusammengearbeitet.

## Über die Lulu
„Vieles von dem, was Lulu macht, entspricht dem, was Frauen die ganze Zeit über tun müssen: Wir müssen versuchen, mit all den Typen von Männern zurechtzukommen, die ihre Macht ausnutzen. In diesem Sinn ist Lulu ein Spiegel der Realität – vielleicht ein Zerrspiegel, aber doch: Auch wenn man sehr zornig ist, bringt man die Männer normalerweise nicht gleich um.“

## Rollen (Auswahl)

### Uraufführungen
- 2012 Scartazzini: Der Sandmann, Libretto: Thomas Jonigk nach E.T.A. Hoffmann, Regie: Christof Loy – Theater Basel, Rolle: Clara/Clarissa
- 2017 Scartazzini: Edward II., Libretto: Thomas Jonigk nach Christopher Marlowe, Regie: Christof Loy – Deutsche Oper Berlin, Rolle: Isabella

### Repertoire
| Berg: - Titelpartie in Lulu Britten: - Ellen Orford in Peter Grimes Donizetti: - Norina in Don Pasquale Gluck: - Circe in Telemaco |  | Gounod: - Juliette in Roméo et Juliette Händel: - Titelpartie in Alcina Mozart: - Lucio Cinna in Lucio Silla - Elettra in Idomeneo - Konstanze in Die Entführung aus dem Serail - Fiordiligi in Così fan tutte - Vitellia in La clemenza di Tito |  | Richard Strauss: - Zdenka in Arabella - Titelpartie in Daphne Verdi: - Gilda in Rigoletto - Violetta in La traviata Wagner: - Eva in Die Meistersinger von Nürnberg - Freia in Das Rheingold |